# Caligo dardanus
Caligo dardanus är en fjärilsart som beskrevs av Jean Baptiste Boisduval 1870. Caligo dardanus ingår i släktet Caligo och familjen praktfjärilar. Inga underarter finns listade i Catalogue of Life.